# Ochsenwerder

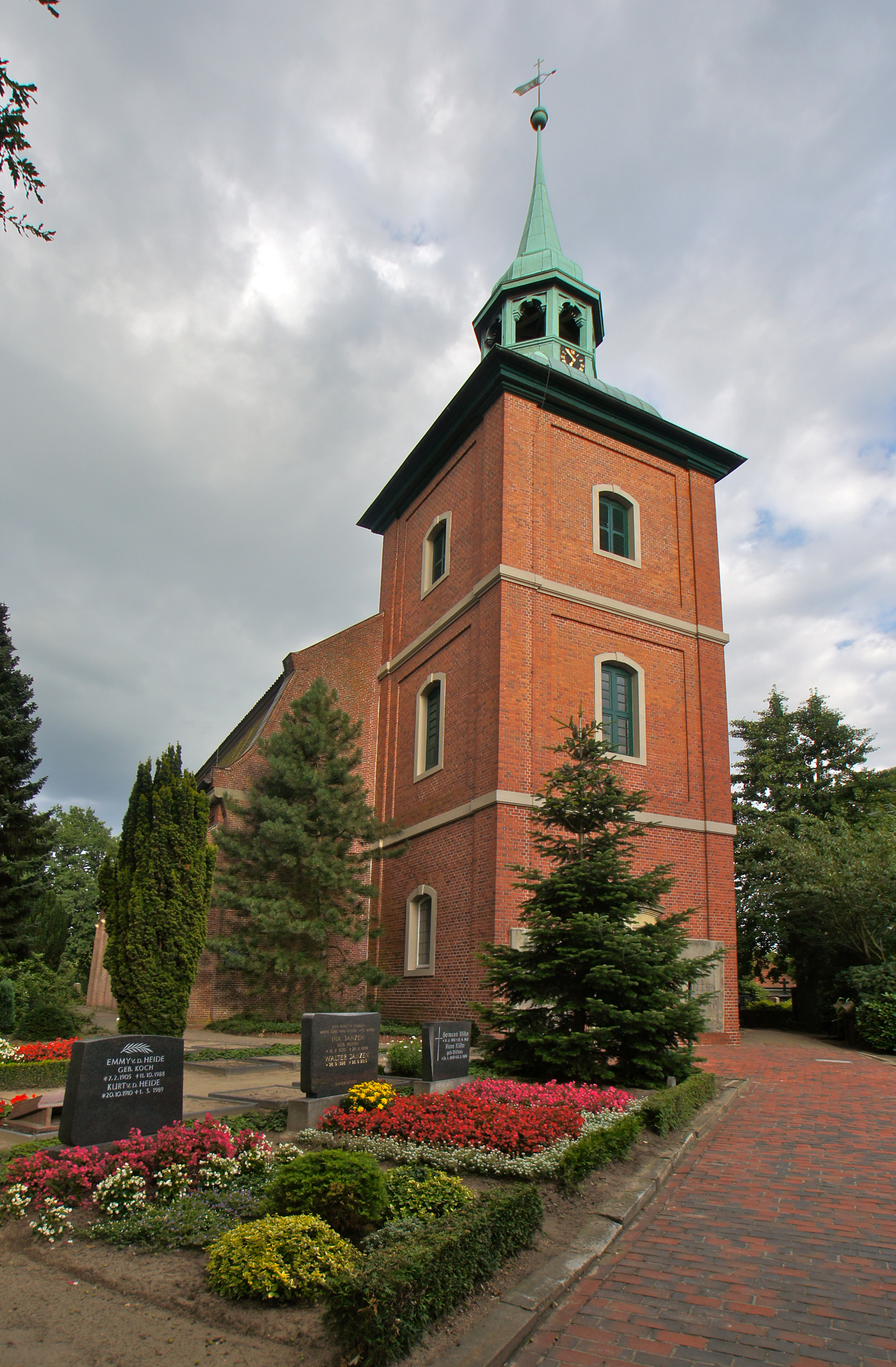
Ochsenwerder (Amburgo): Chiesa di San Pancrazio

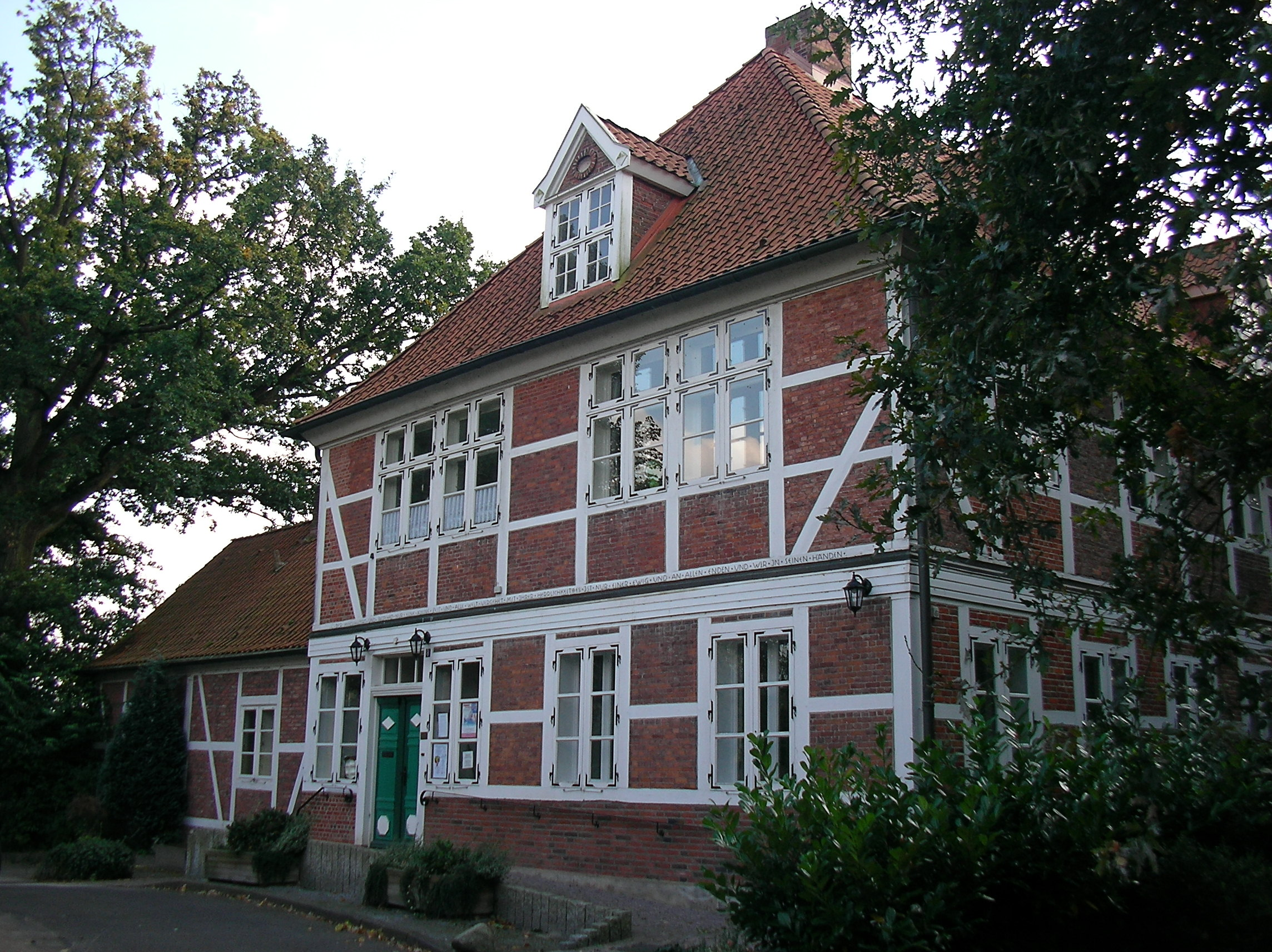
Chiesa ad Ochsenwerder

Ochsenwerder è un quartiere (Stadtteil) della periferia sud-orientale di Amburgo, in Germania, appartenente al distretto (Bezirk) di Bergedorf e situato nell'area delle Marschlande. Si estende su una superficie di 14,1 km² e ha una popolazione di circa 2 300 abitanti.

## Etimologia
Il toponimo Ochsenwerder, attestato per la prima volta nel 1253 come Oswerthere, è formato dal termine Ochsen, "buoi", e da Werder, termine con cui si indica un isolotto fluviale.

## Geografia

### Collocazione
Ochsenwerder si trova a nord di Kirchwerder (con cui confina) e a sud/sud-ovest di Billwerder.

### Suddivisione amministrativa
La parrocchia civile di Ochsenwerder (o anche Ochsenwärder) comprende le località di Ochsenwerder, Tatenberg, Spadenland e Moorwerder.

## Storia
La località è attestata sin dal 1114 con il nome di Avenberg.
Nel 1649, la località fu occupata dagli Svedesi.
La località fu colpita da varie alluvioni tra il 1660 e il 1861.
Nel corso della seconda guerra mondiale, la località subì 22 attacchi aerei, nei quali persero la vita 40 persone.

## Luoghi d'interesse
Tra i luoghi d'interesse vi è la Chiesa di San Pancrazio, risalente al 1673/1674.